# Cosmioconcha pergracilis
Cosmioconcha pergracilis är en snäckart som först beskrevs av Dall 1913.  Cosmioconcha pergracilis ingår i släktet Cosmioconcha och familjen Columbellidae. Inga underarter finns listade i Catalogue of Life.